# 162 Dywizja Pancerna
162 Dywizja Pancerna (hebr. ‏אוגדה 162‎, Ugda 162; w skrócie ‏עֻצְבַּת הַפְּלָדָה‎, Ucbat ha-Plada; pol. Stalowa Formacja) – pancerny związek taktyczny Sił Obronnych Izraela. Dywizja podlega Dowództwu Centralnemu.

## Historia
Dywizja została utworzona w 1971. Odegrała bardzo ważną rolę podczas wojny Jom Kipur w 1973. W nocy z 7 na 8 października została pośpiesznie przegrupowana na półwysep Synaj, w rejon północnej części Kanału Sueskiego. Natychmiast przeprowadziła kontratak na nacierające wojska egipskie, tracąc przy tym 72 czołgi. Pomimo wysokich strat własnych, dywizja zdołała zapiec egipskim siłom zainicjowanie dalszych działań ofensywnych, i dała czas Siłom Obronnym Izraela na przegrupowanie rezerw. 14 października Egipcjanie zaatakowali pozycje 162 Dywizji, zostali jednak odparci. W następnych dniach dywizja wzięła udział w izraelskim kontrataku, przeszła na zachodni brzeg Kanału Sueskiego i wzięła udział w nieudanej próbie zdobycia miasta Suez.
Dywizja aż do 1979 stacjonowała w rejonie skrzyżowania Bir w zachodniej części półwyspu Synaj. Po zawarciu Traktatu pokojowego izraelsko-egipskiego dywizja wycofała się z Synaju do tymczasowej bazy przy moszawie Gittit.
W 1982 wzięła udział w wojnie libańskiej, walcząc na centralnym froncie działań w Libanie. W 2006 uczestniczyła w II wojnie libańskiej. Podczas tych działań dywizja znajdowała się pod Północnym Dowództwem.
Podczas wojny w Strefie Gazy 162 Dywizja Pancerna działała w Rafah, a następnie w Dżabalija.

## Struktura
- 401 Brygada Pancerna (Ikvot HaBarzel)
- 933 Brygada Nachal
- 215 Brygada Artylerii (Kela David)
  - batalion artylerii
  - batalion artylerii
  - kompania radarowa
- 417 Brygada Terytorialna (Jordan Valley)
  - 97 batalion (Netzah Yehuda)
- batalion łączności Dywizji
- 264 Brygada Pancerna (Fist&Lance) (Rezerwowa))[2].